# Faith Off
Faith Off, llamado Incredulidad en España y Pérdida de fe en Hispanoamérica, es un episodio perteneciente a la temporada N° 11 de la serie animada Los Simpson, estrenado en Estados Unidos en la cadena FOX el 16 de enero de 2000. Fue escrito por Frank Mula, dirigido por Nancy Kruse, y la estrella invitada fue Don Cheadle como el Hermano Fe. En el episodio, Bart, luego de sacarle un balde con pegamento a Homer de la cabeza, comienza a ser aclamado como un niño milagroso. 

## Sinopsis
Todo comienza cuando Homer visita la universidad de Springfield durante una reunión de exalumnos pero, al ver que era para obtener fondos, Homer es forzado a dar su dinero. En venganza para hacerle una broma al nuevo rector, con la compañía de sus viejos amigos nerds: Benjamin, Doug y Gary, Homer trata de poner un balde lleno de pegamento en la cabeza del rector, pero otro balde con pegamento ya estaba colocado sobre la puerta, y cae sobre la cabeza de Homer, broma preparada por estudiantes fieles al rector. El pegamento se seca y el balde se torna imposible de remover, aunque Bart le hace dos agujeros en el balde a la altura de los ojos para que vea. 
Cuando la familia va en auto con Homer al volante, este pierde el rumbo y terminan en un festival religioso, cuyo anfitrión era un predicador llamado Hermano Fe. En el festival, Bart saca el balde de la cabeza de su padre, lo que el Hermano Fe considera como un acto milagroso, y que Bart era un niño "caído del cielo" con sus milagros. Lisa es escéptica y trata de apelar a la razón con lo del balde, ya que las luces habían calentado el metal y, por lo tanto, este se había expandido. Sin embargo, Bart se convierte en un niño milagroso predicador, hace milagros por su cuenta y hasta forma su propia iglesia, a la que acuden casi todos los ciudadanos de Springfield. 
La iglesia deja de funcionar, sin embargo, cuando Milhouse es atropellado luego de confundir un camión con un perro. Bart había "curado" su miopía con el simple acto de quitarle los anteojos, aunque obviamente el niño no veía sin ellos. Luego del accidente, Bart decide acabar su carrera de niño milagroso. 
Mientras tanto, Homer prepara un carro alegórico para el partido que jugaría el equipo de la Universidad de Springfield, con flores robadas del jardín de Ned Flanders. En el partido, todo el público, incluyendo a los Simpson, alientan por el equipo de la Universidad y por su mayor estrella, un pateador llamado Anton Lubchenko. Homer se emborracha y olvida de que había hecho el carro en honor al equipo; cuando ve a los otros carros, corre a buscar el suyo, pero llega al mismo tiempo en que los jugadores saltaban al campo de juego. Desafortunadamente, el carro atropella a Lubchenko y le fractura la pierna.  
Tony el Gordo, quien había apostado mucho dinero a que la Universidad ganaría, amenaza de muerte a Homer si no lograba que el pateador estrella se recuperase. Homer le pide ayuda a Bart, quien ora por Lubchenko. Estando dos puntos abajo en el marcador, Lubchenko vuelve al juego con la pierna vendada y patea la pelota; sin embargo, su pierna se le sale, aunque logra introducir la pelota en el arco. Al final del partido ganado por la Universidad, Bart confienza que no tiene poderes especiales y que no es un curandero. El Dr. Hibbert le dice que se alegraba de escucharlo, ya que así tendría más trabajo y más dinero, y que además arreglaría la pierna de Lubchenko con verdadera cirugía.